# The Saga Continues (Wu-Tang Clan)
The Saga Continues è una raccolta del gruppo hip hop statunitense Wu-Tang Clan, pubblicata nel 2017.
Su Metacritic ha un punteggio di 64/100.
| Recensione     | Giudizio |
| -------------- | -------- |
| AllMusic       | [ 1 ]    |
| HipHopDX       | [ 2 ]    |
| Pitchfork      | [ 2 ]    |
| The A.V. Club  | B-       |
| Slant Magazine | [ 2 ]    |
| Q              | [ 2 ]    |
| PopMatters     | [ 2 ]    |
| XXL            | [ 2 ]    |

## Tracce
1. The Saga Continues Intro (featuring RZA) – 1:31 (R. Bean, R. Diggs)
2. Lesson Learn'd (featuring Inspectah Deck & Redman) – 3:22 (Bean, J. Hunter, R. Noble)
3. Fast And Furious (featuring Hue Hef & Raekwon) – 3:42 (Bean, H. Nielsen, C. Woods)
4. Famous Fighters (Skit) – 1:20 (Bean)
5. If Time is Money (Fly Navigation) (featuring Method Man) – 3:53 (Bean, C. Smith)
6. Frozen (featuring Chris Rivers, Killah Priest & Method Man) – 4:09 (Bean, W. Reed, Smith, C. Rios, Jr.)
7. Berto And The Fiend (featuring Ghostface Killah) – 0:45 (Bean, D. Coles)
8. Pearl Harbor (featuring Ghostface Killah, Method Man, RZA & Sean Price) – 4:59 (Bean, Coles, Smith, Diggs, S. Price)
9. People Say (featuring Redman & Wu-Tang Clan) – 4:24 (Bean, Smith, Woods, Noble, Hunter, E. Turner)
10. Family (Skit) – 1:06 (Bean)
11. Why Why Why (featuring RZA & Swnkah) – 4:00 (Bean, Diggs, Swnkah)
12. G'd Up (featuring Method Man, Mzee Jones & R-Mean) – 4:25 (Bean, Smith, M. Jones, A. Hariri)
13. If What You Say Is True (featuring Streetlife, Cappadonna, Masta Killa & GZA) – 3:55 (Bean, Turner, P. Charles, G. Grice, D. Hill)
14. Saga (Skit) (featuring RZA) – 0:58 (Bean, Diggs)
15. Hood Go Bang! (featuring Method Man & Redman) – 1:32 (Bean, Smith, Noble)
16. My Only One (featuring Cappadonna, Ghostface Killah, RZA, Steven Latorre) – 4:44 (Bean, Hill, Coles, Diggs, S. Latorre)
17. Message – 2:05 (Bean)
18. The Saga Continues Outro (featuring RZA) – 0:45 (Bean, Diggs)

## Classifiche
| Classifica (2017)         | Posizione massima |
| ------------------------- | ----------------- |
| Austria                   | 29                |
| Belgio (Fiandre)          | 60                |
| Belgio (Vallonia)         | 154               |
| Canada                    | 21                |
| Francia                   | 54                |
| Germania                  | 37                |
| Paesi Bassi               | 79                |
| Regno Unito               | 42                |
| Scozia                    | 39                |
| Stati Uniti               | 15                |
| US Independent Albums     | 1                 |
| US Top Rap Albums         | 7                 |
| US Top R&B/Hip-Hop Albums | 8                 |
| Svizzera                  | 10                |